# Birán
Birán è un villaggio situato nell'isola di Cuba, frazione del comune di Mayarí nella provincia di Holguín. È noto per essere il luogo di nascita di Fidel Castro e dei suoi due fratelli, Raúl Castro e Ramón "Mongo" Castro.

## Geografia fisica
Si trova a 30 chilometri a sud-ovest di Mayarí e a 9 chilometri a sud di Cueto, ai piedi delle Montagne di Nipe (Sierra de Nipe).